# Liste der Wappen im Landkreis Saarlouis
Die Liste der Wappen im Landkreis Saarlouis zeigt die Wappen der Städte, Gemeinden und ehemals selbständigen Gemeinden im saarländischen Landkreis Saarlouis.

## Landkreis Saarlouis

Landkreis Saarlouis[1] (Details)
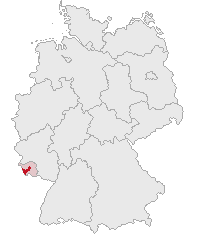
Lage des Landkreises Saarlouis in Deutschland
Lage des Landkreises Saarlouis im Saarland

## Wappen der Städte und Gemeinden

Bous[2] (Details)
Dillingen/Saar
Ensdorf[3] (Details)
Lebach[4] (Details)
Nalbach
Rehlingen-Siersburg
Saarlouis[5] (Details)
Saarwellingen
Schmelz[6]
Schwalbach
Überherrn[7] (Details)
Wadgassen[8] (Details)
Wallerfangen[9] (Details)

### Wappen von Saarlautern (Saarlouis) 1937–1945

Saarlautern[10] (Details)

## Wappen ehemals selbständiger Gemeinden

### Ortsteile der Stadt Lebach

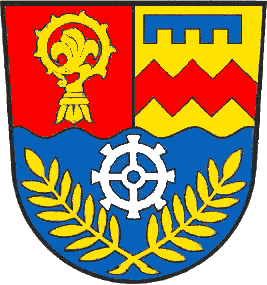
Aschbach
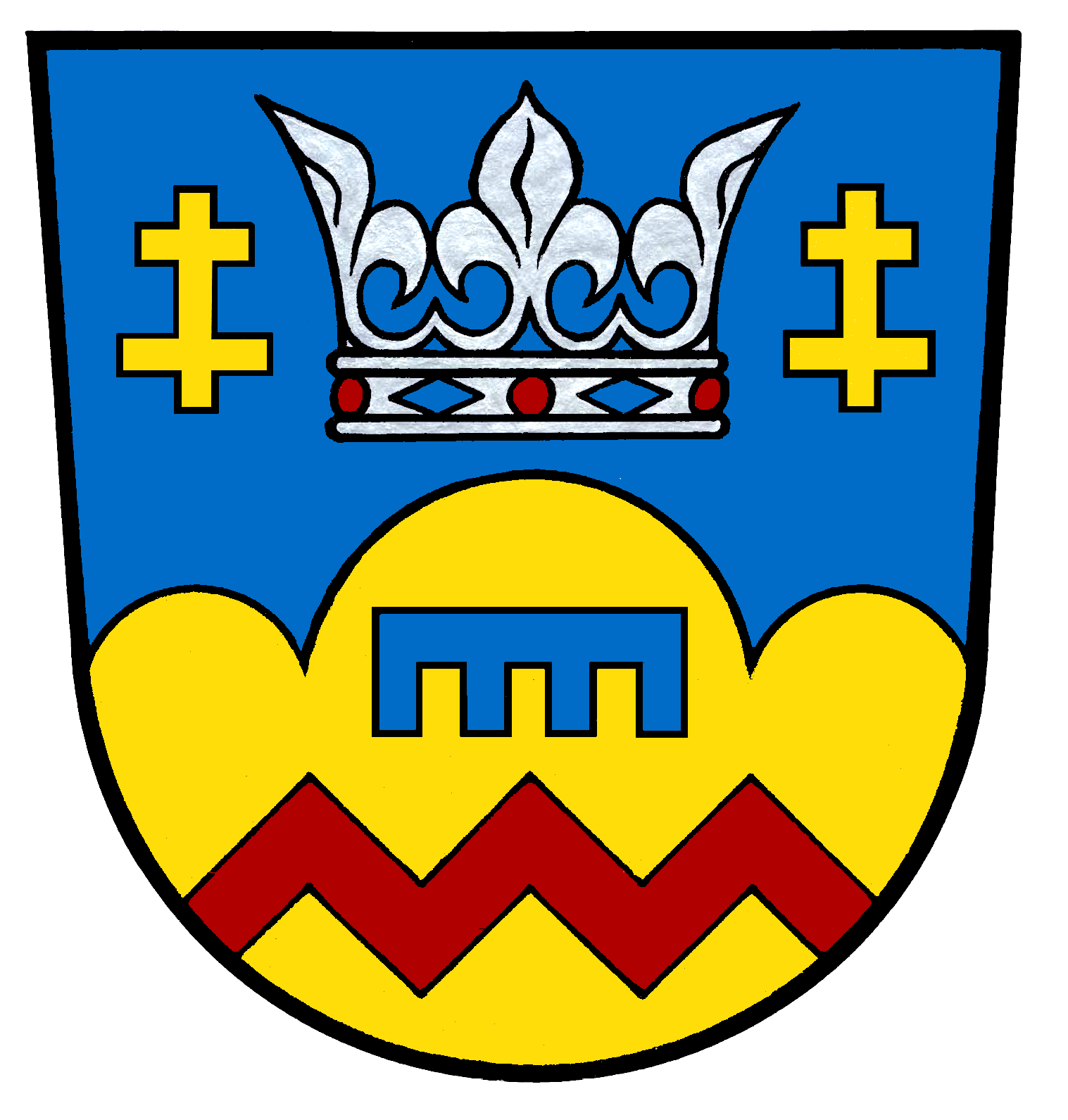
Dörsdorf
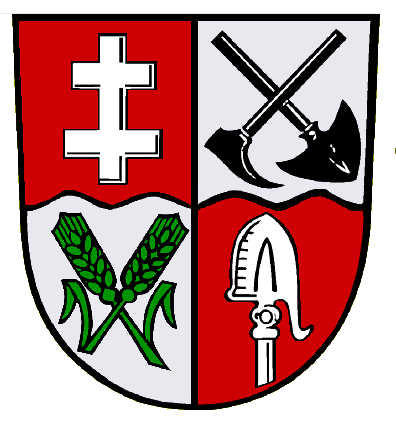
Gresaubach[12] (Details)
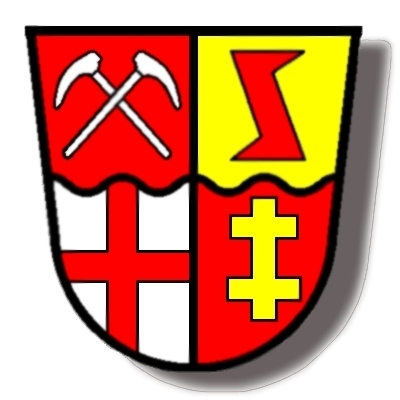
Steinbach
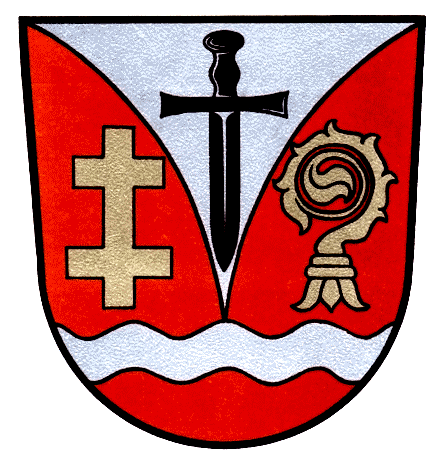
Thalexweiler

### Ortsteile der Gemeinde Rehlingen-Siersburg

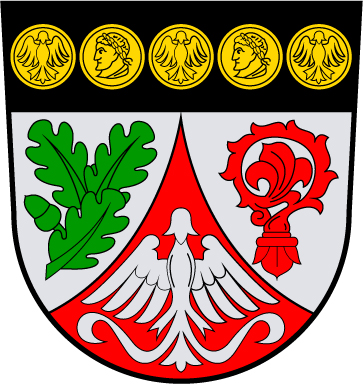
Biringen
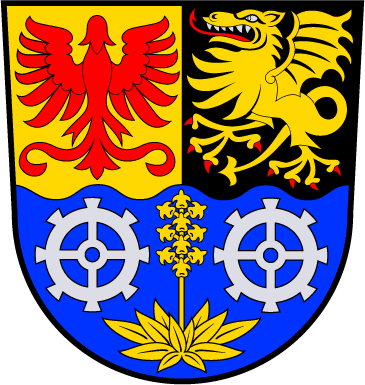
Eimersdorf
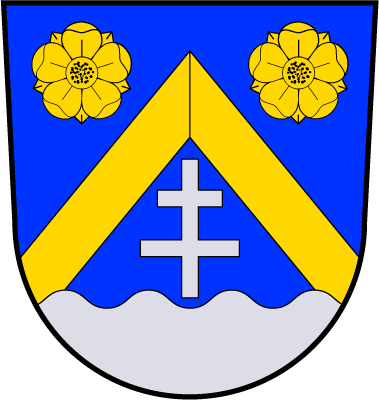
Fremersdorf
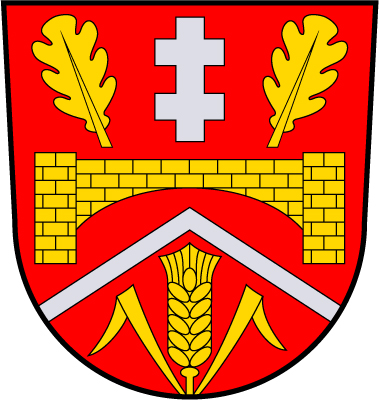
Fürweiler
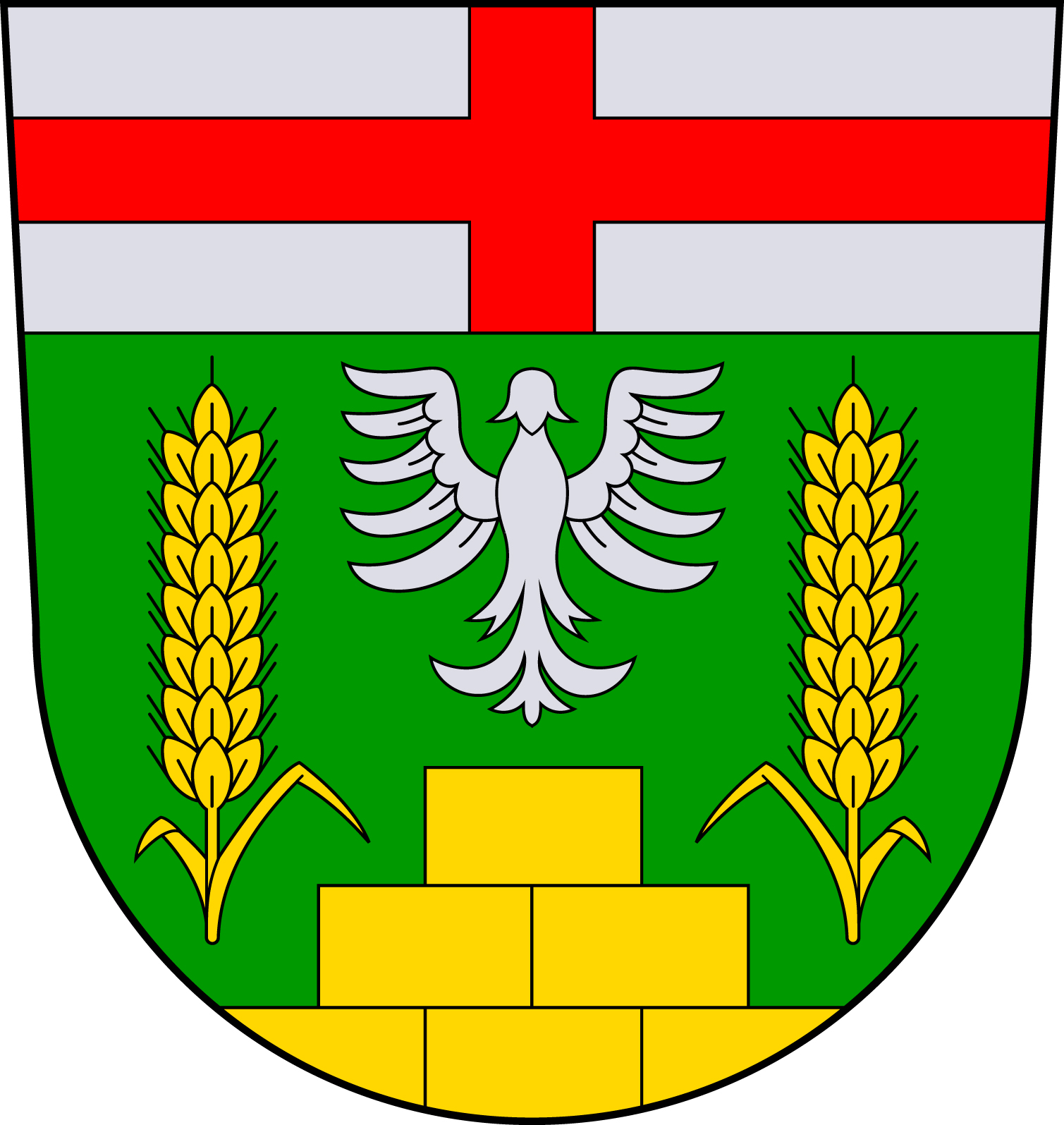
Gerlfangen
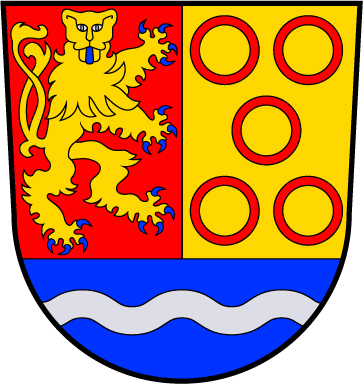
Hemmersdorf
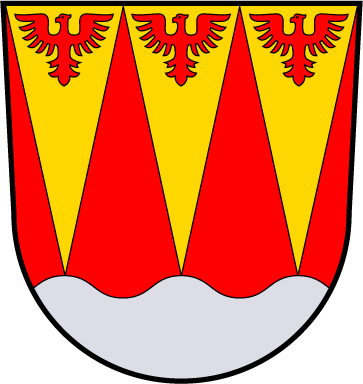
Niedaltdorf
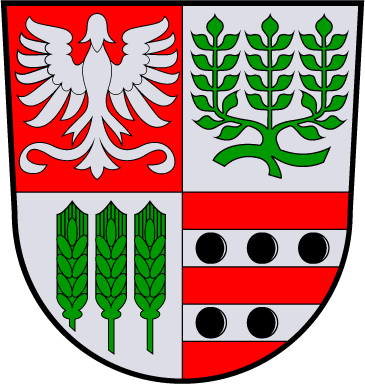
Oberesch
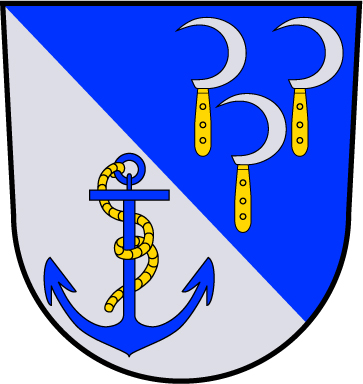
Rehlingen
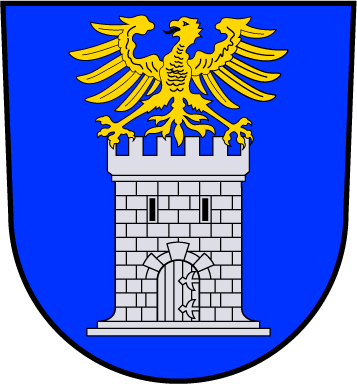
Siersburg

### Ortsteile der Gemeinde Saarlouis

Neuforweiler

### Ortsteile der Gemeinde Saarwellingen

Reisbach
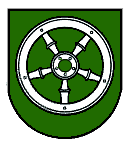
Schwarzenholz

### Ortsteile der Gemeinde Schmelz

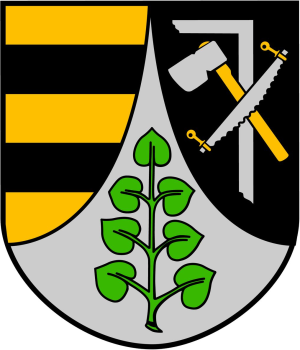
Dorf im Bohnental
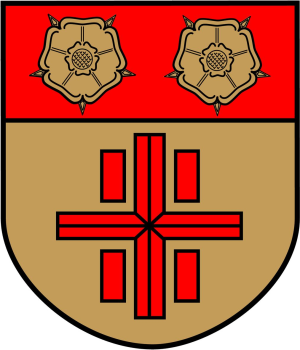
Hüttersdorf
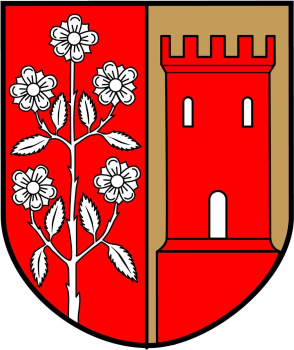
Limbach
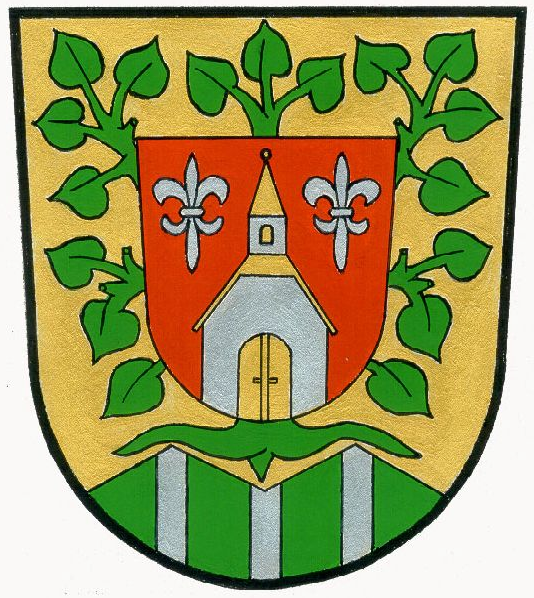
Michelbach

### Ortsteile der Gemeinde Überherrn

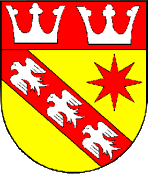
Altforweiler
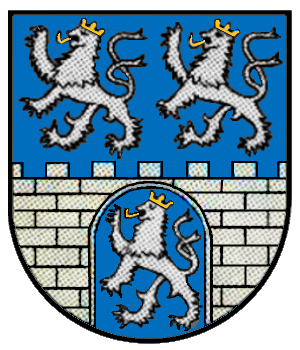
Berus
Bisten
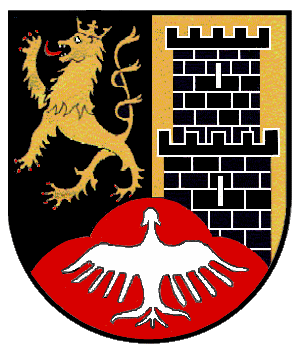
Felsberg
Wohnstadt

### Ortsteile der Gemeinde Wadgassen

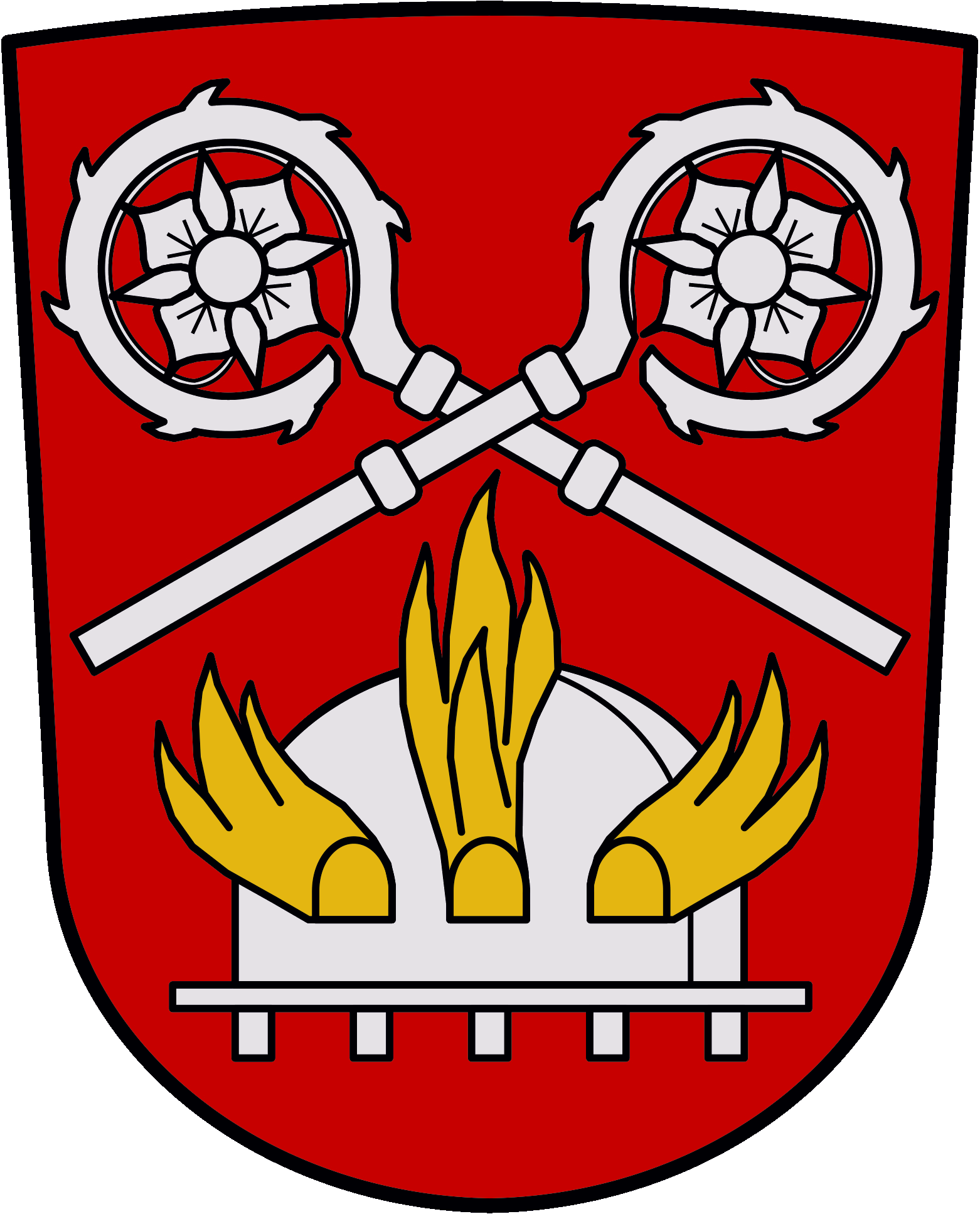
Wappen Ortsteil Wadgassen
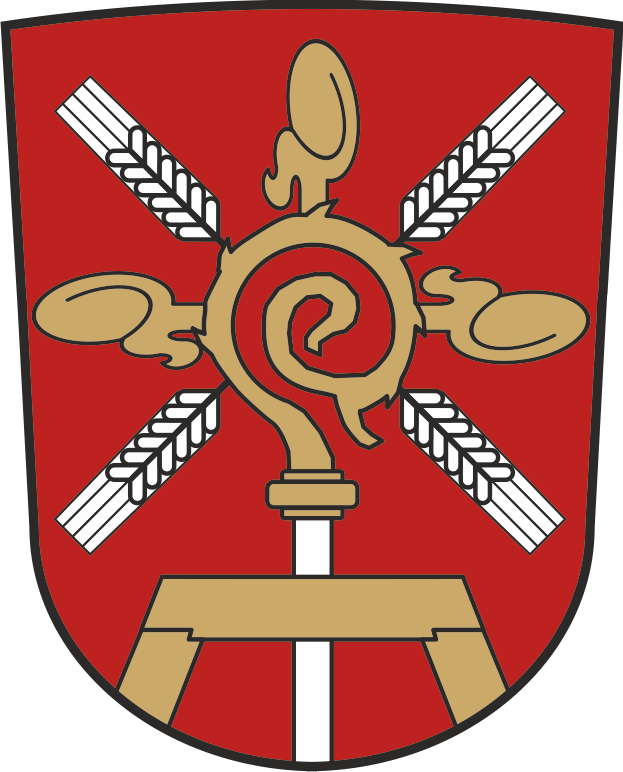
Wappen Ortsteil Schaffhausen
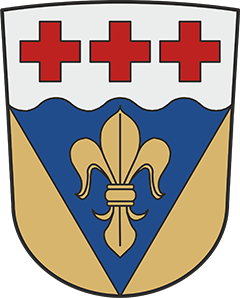
Wappen Ortsteil Differten
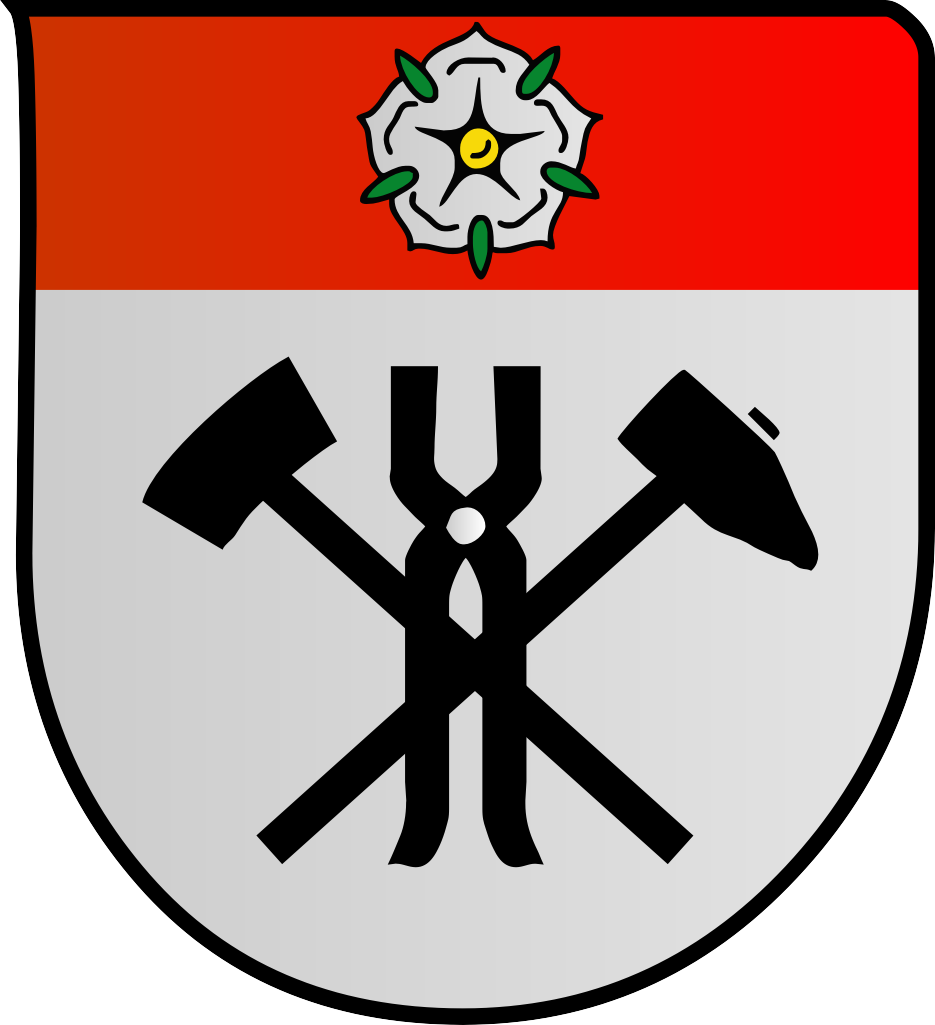
Wappen Ortsteil Hostenbach
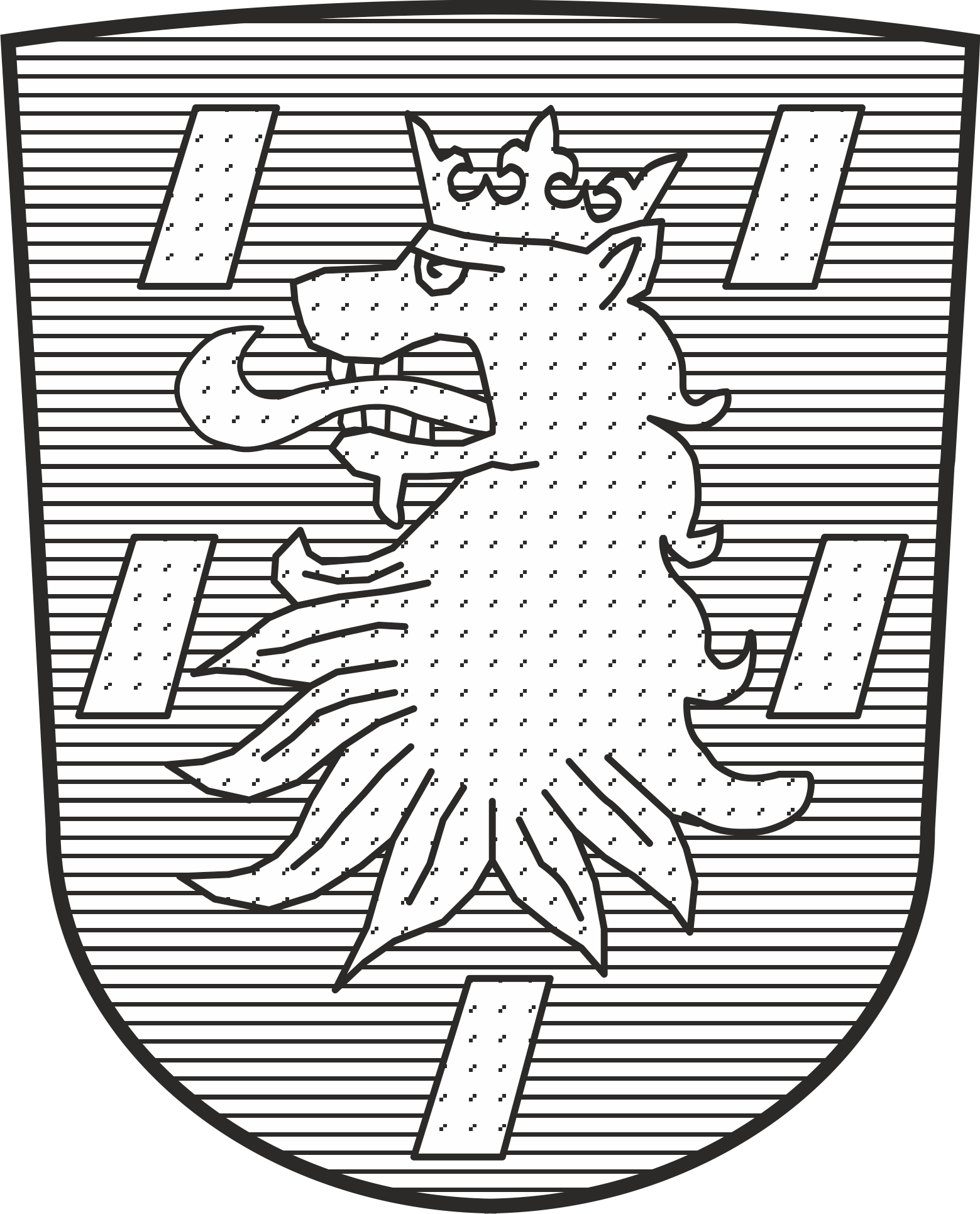
Wappenvorschlag Ortsteil Friedrichweiler
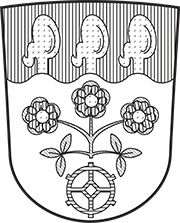
Wappenvorschlag Ortsteil Werbeln

### Ortsteile der Gemeinde Wallerfangen

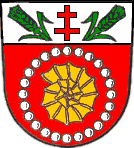
Bedersdorf
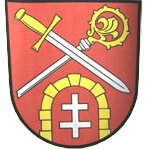
Düren
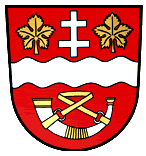
Ihn
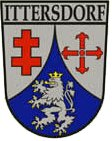
Ittersdorf
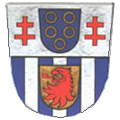
Rammelfangen
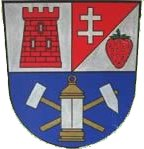
St. Barbara

## Blasonierungen
1. ↑  Landkreis Saarlouis: Unter von Schwarz und Silber gevierteiltem Schildhaupt in Gold ein roter Schrägbalken, belegt mit drei gestümmelten silbernen Adlern, begleitet oben von einer blauen heraldischen Lilie, unten von einem blauen achtzackigen Stern.
2. ↑  Bous: In Gold ein rotes, durchgehendes Balkenkreuz. Im Herzschild blau eine silberne Brücke, darüberschwebend ein geschweifter Schrägbalken in Silber.
3. ↑  Ensdorf: Über silbernem Wellenschildfluß in rotem Feld eine silberne heraldische Lilie, schwebend über goldenem Schlägel und Eisen, woraus nach links und rechts je ein silberner Blitz ausstrahlt
4. ↑  Lebach: Geviert: in 1 Roter Zickzackbalken in Gold, überragt von durchgehendem, vierlätzigem, blauen Turnierkragen, in 2 Wachsender roter Krummstab in Silber, in 3 Rotes Balkenkreuz in Silber und in 4 Roter Balken in Gold, begleitet oben von neun und unten von sechs roten Schindeln
5. ↑  Saarlouis: Zweigeteilt: Im Schildhaupt in blau 3 stilisierte goldene Lilien; unten in silber links eine strahlende goldene Sonne, rechts eine blaue, längliche Wolke.
6. ↑  Schmelz: „In Silber ein durchgehendes gekerbtes rotes Kreuz, überdeckt mit einem Herzschild, darin in Silber auf grünem Boden ein silbergefugter schwarzer Schmelzofen mit rotem Abstrich und oben herausgeschlagener roter Flamme.“
7. ↑  Überherren: Geviert, Ober- und Unterschild wellenförmig getrennt, in 1 in gold ein mit 3 silbernen Alerions belegter roter Schrägbalken, in 2 in blau belegt mit 6 goldenen Schindeln ein rot gezungter, rot gekrönter doppelschwänziger goldener Löwe, in 3 in blau drei goldene heraldische Lilien, in 4 in gold ein rotes, sechsspeichiges Wagenrad.
8. ↑  Wadgassen: „Über einer erniedrigten, geschweiften blauen Spitze, darin eine goldene heraldische Lilie, gespalten von Gold und Rot, vorne ein halber, rotbewehrter schwarzer Adler am Spalt, hinten ein durchgehendes goldenes Kreuz.“
9. ↑  Wallerfangen: "In Blau ein silbernes Mühleisen, begleitet oben von einem goldenen Doppelkreuz mit verkürztem oberen Querbalken, unten von einem sechsstrahligen goldenen Stern."
10. ↑  Saarlautern: In Rot über rotgefugter silberner Zinnenmauer ein silberner, gestümmelter lothringischer Adler, auf der Brust belegt mit einer roten Raute, darin ein silbernes Hakenkreuz
11. ↑  Aschbach: Halbgespalten und im Wellenschnitt geteilt; oben rechts in Rot eine goldene Abtskrümme; oben links in Gold ein roter Zickzackbalken, überhöht von einem schwebenden vierlätzigen blauen Turnierkragen; unten in Blau ein silbernes Mühlrad, beseitet von zwei an den Stielen schräggekreuzten goldenen Eschenblättern.
12. ↑  Gresaubach: Geviert, Ober- und Unterschild sind wellenförmig getrennt, in 1 ein silbernes Lothringer Kreuz in rot, in 2 gekreuzt schwarze Schaufel und Pike in silber, in 3 zwei gekreuzte, grüne Ähren in silber, in 4 in rot ein silberner Schäferstab